# Загорка Почековић
Загорка Почековић (Београд, 27. јануар 1965) некадашња је југословенска и српска кошаркашица. Играла је у каријери за ЖКК Вождовац, Црвену звезду и бројне европске клубове. Учествовала је на Летњим олимпијским играма 1984, када су југословенске кошаркашице заузеле шесто место.
Са репрезентацијом Југославије освојила је сребрну медаљу на Европском првенству у шпанском Кадизу 1987. године.
После играчке каријере, ради као туристички агент.

## Успеси

### Репрезентативни
- Сребрне медаље

Европско првенство 1987. Шпанија